# Sphaeromides raymondi
Sphaeromides raymondi är en kräftdjursart som beskrevs av Dollfus1897. Sphaeromides raymondi ingår i släktet Sphaeromides och familjen Cirolanidae. Inga underarter finns listade i Catalogue of Life.